# Foesum
Foesum – grupa wykonująca G-Funk pochodząca z Long Beach. 
W skład grupy wchodzą :
- T-Dubb
- MNMsta
- DJ Glaze

Do 1992 roku do Foesum należał również Wayniac.
Pierwszy album tej grupy pt. „Perfection” został wydany 22 października 1996 roku.
Ich największe przeboje to : „Lil’ Somethin' Somethin'” i „Runnin' Game”

## Dyskografia
| Rok  | Tytuł          |
| ---- | -------------- |
| 1996 | Perfection     |
| 2002 | The Foefathers |
| 2005 | U Heard of Us  |
| 2006 | The G Mixes    |
| 2012 | Futuristic G'z |